# Синята безпределност
„Синята безпределност“ е български игрален филм (криминален) от 1976 година на режисьора Милен Гетов по сценарий на Богомил Райнов. Оператор е Христо Вълев. Музиката във филма е композирана от Иван Игнев.
Първата серия от сериала „Реквием за една мръсница“ .
И двете серии се излъчват също и като самостоятелни филми.

## Сюжет
Екранизация по едноименната повест на Богомил Райнов.

## Актьорски състав
- Коста Цонев – Емил Боев
- Петър Чернев – Борислав
- Росица Данаилова – Маргарита
- Доротея Тончева – Маргарита (Марго)
- Сашка Братанова – Лиляна (Лили) Милева, готвачка в стола
- Йосиф Сърчаджиев – Боян Ангелов
- Явор Милушев – Чарли, китаристът
- Пенка Цицелкова – Ани
- Иван Налбантов – Апостол Велчев
- Красимира Дренска
- Николай Атанасов
- Джоко Росич – Дечев, шафнера в спалния вагон
- Дамян Антонов - генералът
- Леда Тасева – Ангелова, майката на Боян
- Северина Тенева
- Минка Сюлеймезова (като Минка Сюлемезова)
- Красимир Ризов
- Вельо Горанов – крадецът Фантомас
- Атанас Найденов
- Петър Вучков – майор Драганов, следовател
- Иван Андонов – Томас
- Димитрина Савова – майката на Марго
- Добри Добрев – асистентът на Борислав